# 日本路边青
日本路边青（学名：Geum japonicum）是蔷薇科路边青属的植物。分布在日本以及中国大陆的 湖北省、中国、广西自治区、山东省、江苏省、河南省、湖南省、浙江省、西藏自治区、宁夏自治区、福建省、江西省、陕西省、甘肃省、上海市、安徽省、云南省、四川省等地，生长于海拔150米至3,500米的地区，一般生于溪边、山坡草丛中、山坡路边草丛、沟边草丛、疏林中、山谷、山坡草甸、山坡疏林中以及向阳地，目前尚未由人工引种栽培。
其种加词“japonicum”意为“日本的”。

## 异名
- Geum japonicum Thunb. var. chinense F. Bolle
- Geum japonicum Thunb.
- Geum japonicum f. pleniflorum Okuhara
- Geum japonicum f. pleniflorum Okuhara ex T.Shimizu
- Geum sieboldii hort.
- Geum sieboldii hort. ex Scheutz